# Hans Jeschonnek

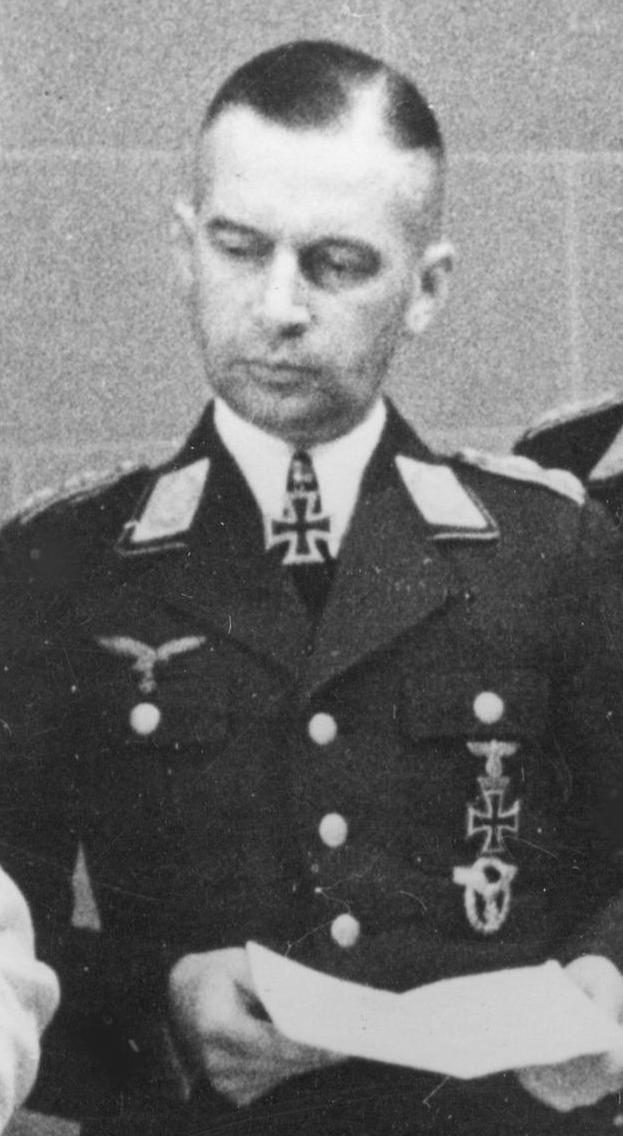
Hans Jeschonnek (1941)

Hans Wenzel Ernst Jeschonnek (* 9. April 1899 in Hohensalza, Provinz Posen; † 18. August 1943 im Lager Robinson, Ostpreußen) war ein Offizier der Luftwaffe der Wehrmacht, ab 1939 deren Generalstabschef, zuletzt im Dienstgrad eines Generalobersts.

## Leben
Hans Jeschonnek war Sohn des Gymnasialdirektors Friedrich Jeschonnek und dessen Ehefrau Klara Jeschonnek, geb. Sperl. Sein Bruder war der Marineoffizier (zuletzt Vizeadmiral) und spätere Inspekteur der Marine Gert Jeschonnek.
Als 15-Jähriger meldete er sich von der Kadettenanstalt Lichterfelde an die Front des Ersten Weltkriegs, wo er im 3. Niederschlesischen Infanterie-Regiment Nr. 50 diente und im September 1914 zum Leutnant befördert wurde. Im Sommer 1917 wechselte er zur Fliegertruppe, mit der er nach Kriegsende an den Grenzkämpfen in Oberschlesien teilnahm.
Nach der Übernahme in die Reichswehr tat er Dienst als Kavallerieoffizier und beendete als Jahrgangsbester die Generalstabsausbildung. Ab 1929 war er im Range eines Oberleutnants in der Heeresstatistischen Abteilung (T3), dem Arbeitsbereich „Fremde Heere“ eingesetzt. Danach arbeitete er in einer Abteilung des Reichswehrministeriums, die für den geheimen Aufbau einer Luftwaffe verantwortlich war – dem Deutschen Reich war durch die Bestimmungen des Friedensvertrags von Versailles die Aufstellung von Luftstreitkräften verboten. 1933 wurde Jeschonnek Adjutant des Staatssekretärs im Reichsluftfahrtministerium Erhard Milch.
1935 wurde er zur Fliegergruppe Greifswald versetzt und übernahm im Oktober 1936 als Kommodore das dort aufgestellte Lehrgeschwader der Luftwaffe. 1937 kehrte Jeschonnek als Abteilungsleiter ins Reichsluftfahrtministerium zurück, wo er im Februar 1938 zum Chef des Luftwaffenführungsstabes ernannt und im November 1938 zum Oberst befördert wurde.
Vom 1. Februar 1939 bis zu seinem Tod war er Generalstabschef der Luftwaffe, ab August 1939 als Generalmajor. Nach den Erfolgen der Luftwaffe beim Überfall auf Polen 1939 und im Westfeldzug 1940 wurde er im Juli 1940 unter Überspringung des Rangs Generalleutnant zum General der Flieger befördert.
Die Luftrüstung erwies sich – mit Blick auf das Blitzkrieg-Konzept – letztlich als zu knapp geplant. Dies zeigte sich bereits 1940 in der Luftschlacht um England, später angesichts hoher Verluste im Krieg gegen die Sowjetunion und im Mittelmeerraum, wo es nicht gelang, die Luftüberlegenheit herzustellen und somit die Versorgung des Afrikakorps zu sichern.
Jeschonnek hatte vor dem Krieg als einziger Amtschef des Reichsluftfahrtministeriums das völlig überzogene, wegen fehlender Rüstungskapazitäten wie Finanzen nicht umzusetzende Luftrüstungskonzept Adolf Hitlers gutgeheißen, so dass Hermann Göring es nicht wagte, Hitler ein realistisches, verkleinertes Programm vorzuschlagen. Das schließlich umgesetzte Rüstungsprogramm blieb weit hinter den Vorgaben Hitlers zurück.
Nach Zeugnis von Josef Schmid dachte Jeschonnek „von der Sowjetunion, die er in den zwanziger Jahren kennengelernt hatte, geringschätzig und war unbedingt für Schlagen.“
Jeschonnek wurde im Frühjahr 1942 zum Generaloberst befördert.
Nach den schweren Luftangriffen auf Hamburg im Juli und August 1943 wurde in der Luftwaffenführung bereits die Ablösung Jeschonneks und Görings diskutiert. Hitler war seit dem Scheitern der Luftversorgung des Kessels von Stalingrad schlecht auf Göring zu sprechen und richtete seinen Zorn über die Hilflosigkeit der Luftwaffe gegenüber britisch-amerikanischen Angriffen wie der Battle of the Ruhr zunehmend auch gegen Jeschonnek, wobei Göring seinen Generalstabschef im Stich ließ.

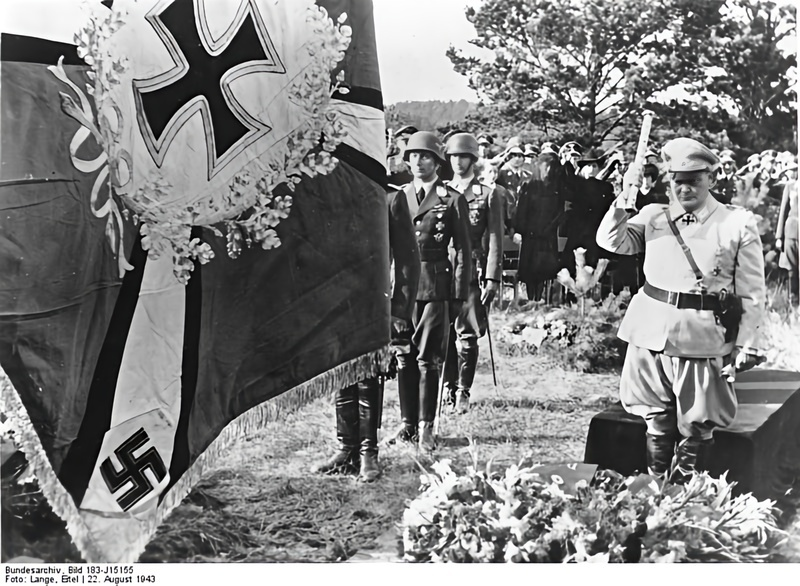
Beisetzung Jeschonneks, rechts sein Vorgesetzter Göring

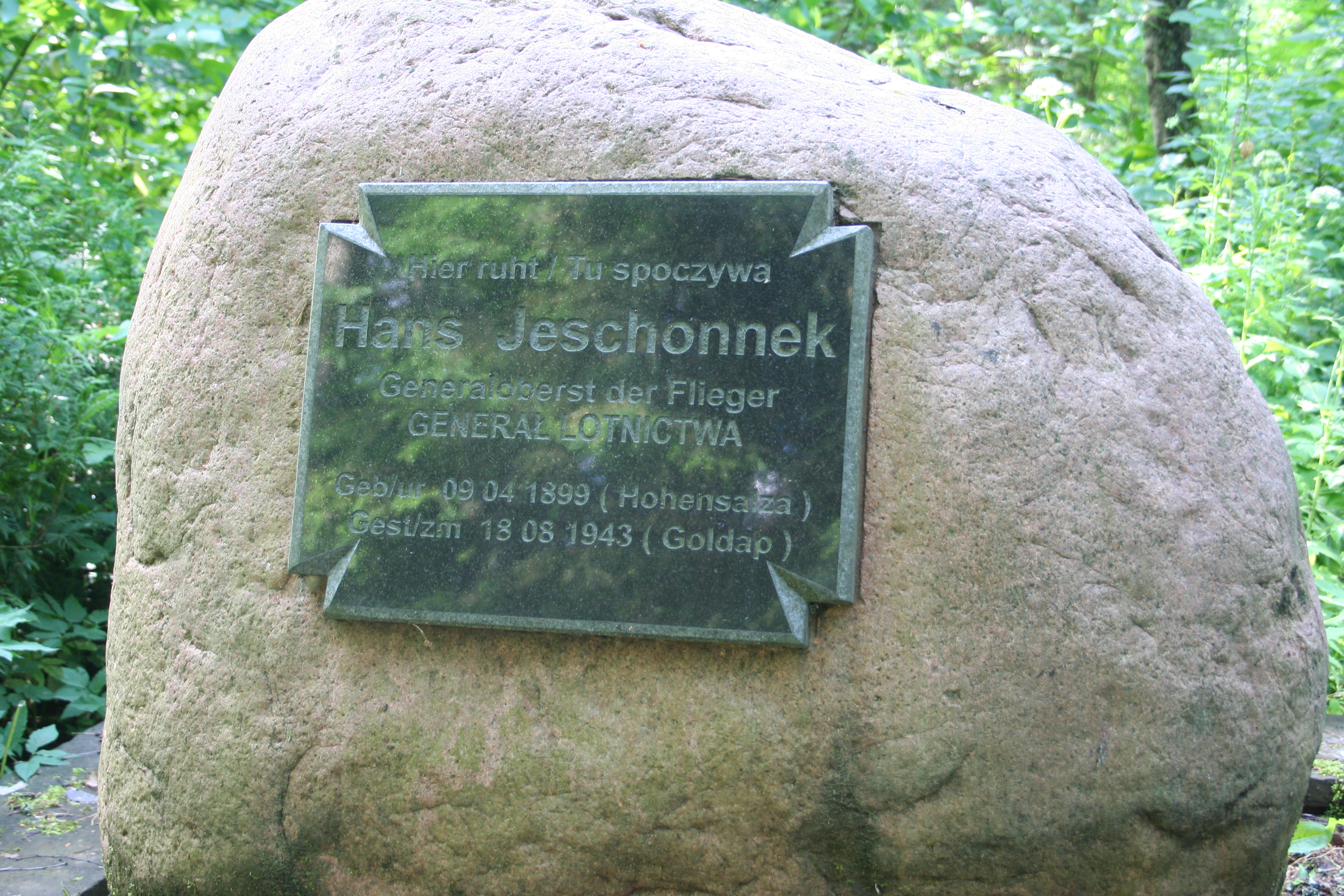
Grabstein Jeschonneks

Nach dem ersten schweren britischen Luftangriff gegen Peenemünde (Operation Hydra) in der Nacht vom 17. auf den 18. August 1943 beging Jeschonnek am nächsten Morgen Suizid. Göring verfälschte den Todestag auf den 19. August, um keinen Zusammenhang zu dem Bombenangriff aufkommen zu lassen, und bestimmte Magenbluten als Todesursache. Joseph Goebbels kommentierte das in seinem Tagebuch am 20. August 1943: 

„Göring teilt mir mit, daß Generaloberst Jeschonnek plötzlich an einer Magenblutung verstorben sei. Diese Magenblutung entspricht natürlich nicht den Tatsachen. Jeschonnek hat sich erschossen, genau wie Udet.“

 Bis heute hält sich gelegentlich die falsche Angabe zum Todestag in der Literatur. Nachfolger als Stabschef der Luftwaffe wurde General Günther Korten.

## Auszeichnungen
- Eisernes Kreuz II. und I. Klasse (1914)
- Preußisches Militär-Flugzeugführer-Abzeichen
- Verwundetenabzeichen (1918) in Schwarz
- Wehrmacht-Dienstauszeichnung IV. bis I. Klasse
- Spange zum Eisernen Kreuz II. und I. Klasse
- Ritterkreuz des Eisernen Kreuzes[4]
- Flugzeugführer- und Beobachterabzeichen in Gold mit Brillanten
- Rumänischer Militärorden Michael der Tapfere III. und II. Klasse
- Finnisches Freiheitskreuz I. Klasse mit Stern und Schwertern